# Johannes Brüggen
Johannes Otto Brüggen, auch Hans Brüggen, in Chile auch Juan Brüggen Messtorff (* 25. April 1887 in Lübeck; † 7. März 1953 in Santiago de Chile) war ein deutscher Geologe und chilenischer Hochschullehrer.

## Leben
Johannes Brüggen war der Sohn des Lübecker Kaufmanns und Teilhabers der Firma H. & J. Brüggen, Heinrich Brüggen und seiner Ehefrau Marie, geb. Messtorff. Er besuchte zunächst bis zur Quarta das private Progymnasium von Otto Bussenius in der Fleischhauerstraße 67 und dann das Katharineum zu Lübeck bis zur Reifeprüfung Ostern 1905. Johannes Brüggen studierte Geologie und Naturwissenschaften an den Universitäten Jena, Zürich, Berlin (Universität und Bergakademie), Wien, Bonn (in Bonn erfolgte seine Promotion zum Dr. phil.) und ab April 1910 in Rostock. Während seines Studiums wurde er 1905 Mitglied der Burschenschaft Arminia auf dem Burgkeller. 1911 wurde er zunächst wissenschaftlicher Assistent an der Technischen Universität Delft.
In der Mitte des Jahres 1911 verpflichtete ihn das chilenische Ministerium für öffentliche Arbeiten nach Chile, wo er zunächst als Geologe einen Beratungsvertrag mit der Regierung hatte. Er begründete 1917 als ordentlicher Professor der Geologie das Institut für Geologie der Universidad de Chile und wurde Chef des chilenischen geologischen Landesamtes. Aus Gesundheitsgründen zog er sich 1942 aus der Lehre zurück. 
Brüggen ist Verfasser zahlreicher Bücher und Aufsätze in spanischer Sprache zu Fragen der Geologie und Lagerstätten von Rohstoffen Chiles. Einige Publikationen wurden in andere Sprachen, darunter auch die deutsche übersetzt.
Johannes Brüggen war seit 1913 mit der deutsch-chilenischen Schriftstellerin Herta Lenz (* 1895 in Santiago de Chile) verheiratet, der Tochter des Pädagogen und romanistischen Literaturwissenschaftlers Rodolfo Lenz, mit der er drei Töchter hatte.

## Schriften in deutscher Sprache
- (als Hans Brüggen): Die Gastropoden und Lamellibranchier des unteren Senons von Nord-Perú. Stuttgart: Schweizerbart 1910, zugl. Bonn, Univ., Diss., 1910 (Teilabdruck)
- Die Fauna des unteren Senons von Nord-Perú. Stuttgart: Schweizerbart 1910 (Beiträge zur Geologie und Palaeontologie von Südamerika 16) / (Neues Jahrbuch für Mineralogie, Geologie und Paläontologie, Beilageband 30)
- Grundzüge der Geologie und Lagerstättenkunde Chiles, 1934
- Zwei Vorkommen artesischen Grundwassers in der Nähe Santiagos. Santiago 1936

## Mitgliedschaften
- Gesellschaft für Erdkunde zu Berlin
- Geologische Vereinigung, Gründungsmitglied[8]
- Geographische Gesellschaft Würzburg[9]
- Association of Pacific Coast Geographers, (Gründungsehrenmitglied)
- American Geographical Society, New York

## Ehrungen

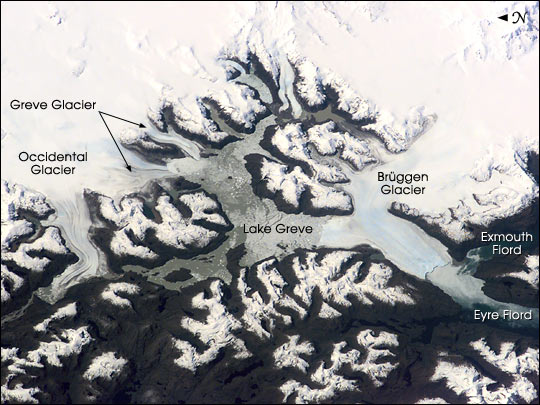
Lage des Brüggen-Gletschers

1939 wurde ihm von Adolf Hitler der Titel Professor verliehen.
Der Brüggen-Gletscher, auch bekannt als Pío-XI-Gletscher im chilenischen Teil des Campo de Hielo Sur, und das Mineral Brüggenit sind nach ihm benannt. Die Universidad de Chile verleiht an Geologen seit 1942 den Juan-Brüggen-Preis.